# Посёлок отделения № 2 СКЗНИИСиВ
отделения № 2 СКЗНИИСиВ, Посёлок отделения № 2 СКЗНИИСиВ, часто также Водники — сельский населённый пункт (посёлок) в Прикубанском внутригородском округе города Краснодара. Входит в состав Берёзовского сельского округа. Первое упоминание о посёлке датируется 1938 годом.

## География
Посёлок отделения № 2 Северо-Кавказского зонального научно-исследовательского института садоводства и виноградарства находится в южной части Восточно-Европейской равнины на Прикубанской низменности , расположены практически в центре Краснодарского края, в северо-западной части городского округа города Краснодара, на северной окраине городской черты Краснодара, в 1 км к западу от посёлка Берёзовый. Площадь составляет 1.52084 км².

## История
Поселок основан 1934 году, а зарегистрирован 15 ноября 1977 года в подчинении Краснодарскому горсовету, в частности, Ленинскому району г. Краснодара. 17 апреля 1978 года передан в подчинение Прикубанскому району.
В конце XIX века по решению городской Думы Екатеринодара вокруг города стала продаваться земля для разведения садов. Вначале появились «Старые сады» в районе станицы Пашковской, а в начале XX века стали заселяться земли на севере между станицей Новотитаровской и Екатеринодаром. Так возникли «Новые сады». Это земли посёлка Северный и Калининского поселкового совета.
На территории «Новых садов» располагалось подсобное хозяйство «Садоогородтрест». Решением Крайкома ВКП(б) от 25 сентября 1934 года была проведена реорганизация совхоза. На основании этого решения подсобное хозяйство было переведено на новую незаселённую землю. С переводом на новую территорию подсобное хозяйство получило административную и хозяйственную самостоятельность. Хозяйству был передан участок землепользования в 203,7 гектара. Весь посёлок разместился рядом с существующим сейчас детским садом. Был построен первый двухэтажный саманный дом, ещё несколько домов построили для специалистов.
Построили животноводческий корпус, птичник, появились коровы. Молоком обеспечивали не только нужды хозяйства, но и отправляли на переработку. В совхозе выращивали пшеницу, кукурузу, картофель, лук, морковь и бахчу. Были парники, где выращивали рассаду.
В 1944 году в совхозе была построена школа № 15 (ныне школа № 67).
Приказом Министерства сельского хозяйства РСФСР № 246 от 20.05.1958 г. Краснодарская плодо-виноградная опытная станция была реорганизована в Северо-Кавказкий научно-исследовательский институт садоводства и виноградства (СКЗНИИСиВ) с прирубкой 1701 га земли за счёт КНИИСХ. Всего, с организацией института, ОПХ имело 2183 га земли, из них 1655 га сельхозугодий.
ОПХ предстояло обеспечить на выделенных землях научно-исследовательские работы ученых института и одновременно выполнить производственные задания, устанавливаемые Министерством сельского хозяйства РСФСР.
В 1961 году жители посёлка построили своими руками новое здание клуба.
В 1976 году ОПХ Министерством сельского хозяйства РСФСР было присвоено наименование «Центральное». В 1992 году ОПХ «Центральное» становится закрытым акционерным обществом вместе с СКЗНИИСиВ, входит в состав НПО «Сады Кубани».
5 апреля 2000 года на землях КА «Садовод» ЗАО ОПХ «Центральное» состоялась закладка Сада Поколений в честь 55-й годовщины Великой Победы.

## Население
| 2002 | 2010  |
| ---- | ----- |
| 1957 | ↗2408 |

В 2002 году в национальной структуре населения русские составляли 78 %.

## Улицы
1. Главная
2. Ботаническая
3. Объединённая
4. Лунная
5. Вязовая
6. Восходная
7. Космическая
8. Родниковая
9. Юбилейная
10. Открытая
11. Малиновая
12. Вишнёвая
13. Просторная
14. Новая
15. Водниковская
16. Короткая